# Willi Auerswald
Willi Auerswald (* 24. Dezember 1894 in Löbau; † 29. November 1956 in Lemgo) war ein deutscher SS-Oberscharführer und Mitarbeiter der Mannschaft des Konzentrationslagers Mauthausen. Gleichzeitig gehörte er vom Frühjahr 1942 bis zum November 1944 zur Führung des Unterlagers Steyr.
Auerswald, ein ehemaliger Textilarbeiter, trat zum 1. Mai 1933 der NSDAP bei (Mitgliedsnummer 2.418.885). Er war bei den Gefangenen wegen seiner Brutalität gefürchtet. Viele Hinrichtungen wurden durch ihn veranlasst. Außerdem benutzte er Prügelstrafen, um Gefangene zu quälen.
Nach Kriegsende wurde Auerswald vor dem US-Militärgerichtshof im Rahmen der Dachauer Prozesse angeklagt. Er wurde angeklagt, Gefangene mit Fäusten, Stöcken und Peitschen geschlagen zu haben. Außerdem soll er Häftlinge auspeitschen haben lassen. In einem Fall wurde er beschuldigt, einen russischen Gefangenen, der aus einem Gefangenentransport ausgebrochen war und um sein Leben flehte, in eine mit Starkstrom gesicherte Absperrung gestoßen und dadurch getötet zu haben. In einem weiteren Fall hat er einen zweiten SS-Mann angewiesen, dass er einen jungen Polen und einen Priester nicht mehr sehen wolle. Der Pole wurde daraufhin gehängt und der Priester am Folgetag erschossen. Weitere Morde folgten bzw. wurden befohlen. Von 300 gesunden Gefangenen, die von Mauthausen in das KZ-Nebenlager St. Aegyd am Neuwalde gebracht wurden, das in seinem Verantwortungsbereich lag, waren nach wenigen Wochen mehr als die Hälfte entweder verstorben oder so schwer erkrankt, dass sie arbeitsunfähig waren. Als damaliger Lagerführer trug Auerswald hierfür die Verantwortung. Er bestätigte, dass er gelegentlich Gefangene geschlagen habe, bezeichnete dies jedoch als Schutzmaßnahmen, um zu verhindern, dass die Häftlinge nach Mauthausen zurückgeschickt würden, wo sie wahrscheinlich getötet worden wären.
In allen Punkten der Anklage wurde Auerswald für schuldig befunden und zum Tode durch den Strang verurteilt. Die Todesstrafe wurde später in eine lebenslange Haftstrafe umgewandelt. Im April 1955 wurde er aus der Haft entlasten.